# Susana C. Polac
Susana Cristina Polac (Viena, 27 de febrero de 1915 - Zúrich, 1991), nacida Susanne Miriam Pollak, también conocida como Susana C. Polac o Susana Polac fue una escultora y pintora austriaca con fuerte vinculación y obra en España.

## Biografía
Era hija de la vienesa Margarethe Grete Pollak (nacida Löwenthal) y de Karl Pollak, nacido en la República Checa. Su trayectoria personal está muy ligada a la de su hermana Hannah, apellidada Winternitz tras su matrimonio en 1931 con el escultor y autor de vitrales Adolfo Winternitz (nacido Adolf Gustav Winternitz). La familia, perteneciente a la comunidad judía, dejó Austria en 1934 a causa de la situación antisemita para instalarse en Roma, donde se convirtió al catolicismo. En su bautismo Susanna adoptó como segundo nombre el de Cristina (Christine), introduciendo la inicial C con la que firmó muchas obras.    
En un principio sus inclinaciones artísticas se dirigieron hacia la danza, llegando a ser bailarina en Italia y dibujando sus propios trajes, anunciando lo que sería finalmente su vocación de dibujante, pintora y escultora. Tras la estancia en Roma entre 1935 y 1938, y nuevamente por la situación de preguerra, la familia se trasladó a Lima (Perú) en 1939, donde Winternitz tenía contactos con la Pontificia Universidad Católica, convirtiéndose en profesor, reconocido artista y mentor de Polac. En esta universidad Polac obtuvo el diploma de Pintura y Artes Plásticas en 1945, y fue posteriormente profesora durante cinco años. En Lima presentó su primera exposición personal de pintura y artes plásticas en 1946.    
Ya con el nombre castellanizado de Susana C. Polac participó en las tres ediciones de la Bienal Hispanoamericana de Arte, realizadas en 1951 en Madrid, en 1954 en La Habana y en 1956 en Barcelona. En ocasión de la I Bienal Hispanoamericana conoció al arquitecto Miguel Fisac, quien le encargó un primer trabajo: una fuente consistente en ratones de aluminio para el Instituto Cajal y de Microbiología de Madrid (hoy sede en la calle Velázquez del Centro de Investigaciones Biológicas Margarita Salas). A partir de este primer encargo surgió la colaboración con este mismo arquitecto en otros edificios, como el Colegio Apostólico Padres Dominicos de las Arcas Reales de Valladolid y la iglesia del Teologado de San Pedro Mártir, también de los Padres Dominicos, en Alcobendas. Para esta iglesia realizó en piedra el gran relieve de 16,00 x 2,50 m de la fachada exterior, un friso en tres partes llamado Glorificación de los mártires.
Se trasladó a Madrid en 1951 donde colaboró en el mundo artístico en exposiciones colectivas como la antológica de 1954-56 en el Ateneo de Madrid, la exposición de escultura al aire libre del Colegio Mayor de la Moncloa en 1957, y en exposiciones individuales, como la de esculturas, máscaras y mosaicos en 1953 el Museo de Arte Contemporáneo, y en las salas Neblí (1961) y Kreisler, (1977), donde expuso esculturas y acuarelas. Constan también trabajos con otros materiales: en la exposición Darro- Arte Sacro, de 1960, se presentó una reja de motivo religioso.
Montó su taller en La Adrada (Ávila) desde donde realizó diversos trabajos para países europeos y donde compartía taller con el también escultor Gerardo Martín Gallego, con el que contrajo matrimonio. Poseen obra suya los Museos Vaticanos y el Museo de escultura de Leganés, y constan obras suyas en Alemania, Austria, Suiza, Italia, Francia y Estados Unidos. Fue conocida especialmente por sus trabajos en edificios religiosos e imaginería, a los que dotaba de una impronta personal y moderna, aunque cultivó también otros aspectos artísticos, como la acuarela, la pintura y la vidriería. Fue la única mujer entre los 38 componentes del Quién es quién de la arquitectura sacra española entre 1939 y 1970, según Eduardo Delgado Orusco.

## Obra
Entre sus obras situadas en espacios públicos y edificios religiosos cabe destacar:
- Intervención en la Iglesia del Colegio Apostólico Padres Dominicos de Valladolid (1952),
- Glorificación de los mártires, Friso exterior de la iglesia en el Teologado de los PP. Dominicos de Alcobendas de Madrid (1955),[7][14]
- Desnudo. Escultura en piedra en la Exposición de escultura al aire libre de Sevilla (1955),
- Figura en movimiento. Exposición al Aire Libre. Colegio Mayor de la Moncloa, Madrid (1957),[15]
- Madonna en la parroquia de Jesús Divino Obrero de León,
- Vidriera en la remodelación de la sede de Compañía Telefónica en la Gran Vía de Madrid.
- Fuente (ratones de aluminio) en el jardín interior del Centro de Investigaciones Biológicas Margarita Salas, en la antigua sede en la calle Velázquez de Madrid (1956),
- Cruz y Madonna en Iglesia de los Doce Apóstoles (Kirche Zwölf Apostel) en Augsburgo, Alemania (1964),
- Imagen en Convento de Nuestra Señora de Atocha de Madrid,
- Calvario (Kreuzberg) St. Marien en Wädenswil, Suiza,
- Cruces, sagrarios y elementos religiosos en la Capilla del Colegio Alemán de Madrid.[16][17]

## Premios y reconocimientos
Expuso en la I Bienal hispanoamericana de Arte y en la II Bienal hispanoamericana de La Habana, donde recibió el Premio de escultura en 1954. Se expuso su obra en la III Bienal Hispanoamericana de Barcelona en 1955. En 1960 fue galardonada con la Medalla de oro en la Exposición de Arte religioso contemporáneo en Salzburgo.